# 거제경찰서
거제경찰서(巨濟警察署, Geoje Police Station)는 경상남도경찰청이 관할하는 경찰서 중 하나이다. 경상남도 거제시 일대를 관할한다. 경상남도 거제시 진목1길 2에 위치하고 있다.
서장은 총경으로 보한다.

## 기본 정보
- 주소: 경상남도 거제시 진목 1길 2
- 우편번호: 656-702

## 관할 파출소 및 지구대
거제경찰서는 4개의 지구대와 4개의 파출소를 산하에 두고 있다.
| 명칭         | 사진 | 주소                  | 관할구역                         | 치안센터                  |
| ------------ | ---- | --------------------- | -------------------------------- | ------------------------- |
| 옥포지구대   |      | 옥포로22길 21         | 옥포1·2동, 아주동                | 아주치안센터              |
| 장승포지구대 |      | 신부로1길 12          | 장승포동, 마전동, 능포동, 일운면 | 일운치안센터              |
| 신현지구대   |      | 고현로 105            | 고현동, 상문동, 수양동           |                           |
| 장평지구대   |      | 장평1로 154           | 장평동, 사등면                   | 사등치안센터 대교치안센터 |
| 거제파출소   |      | 거제면 거제남서로3431 | 거제면, 둔덕면                   | 둔덕치안센터              |
| 동부파출소   |      | 동부면 3118           | 동부면, 남부면                   | 남부치안센터              |
| 연초파출소   |      | 연초면 거제대로4275   | 연초면, 하청면                   | 하청치안센터              |
| 장목파출소   |      | 장목면 거제북로 1165  | 장목면                           |                           |

## 같이 보기
- 경상남도지방경찰청